# Volta Internacional da Pampulha 2015
A Volta Internacional da Pampulha de 2015 foi a décima sétima edição do evento, realizado no dia 6 de dezembro de 2015, em Belo Horizonte 
O vencedor foi Giovani dos Santos, se tornando tetra campeão da prova, e no feminino a queniana Natalia Elisante Sulle

## Resultados

### Masculino
- 1º - Giovani dos Santos - 52m32s
- 2º - Joseph Tiophil Panga
- 3º - Dickson Kimeli Cheruiyot
- 4º - Joseph Kachapin Apreumoi
- 5º - Getu Kure Mideksa

### Feminino
- 1º - Natalia Elisante Sulle - 1h3m55s
- 2º - Gladys Kemboi
- 3º - Joziane da Silva Cardoso
- 4º - Valdilene dos Santos Silva
- 5º - Sueli Pereira Silva